# Le Quadrille de Bologne
Le Quadrille de Bologne est un roman d'espionnage humoristique français de Charles Exbrayat publié en 1961.

## Résumé

### Mise en place de l'intrigue
Alfonso Santucci, voyageur de commerce spécialiste des pâtes alimentaires, se lance pendant trois mois dans une tournée des pays de l'Est pour vanter, en apparence, les mérites de ses lasagnes et de ses tagliatelles.  Mais cette habile couverture, rapidement percée à jour par les services de renseignements étrangers, ont tôt fait valoir à l'espion italien une série d'attentats auxquels il échappe par miracle. 

### Enquête et aventures
Il continue pourtant de faire bonne figure devant Tosca, la ravissante contessina, qui lui reproche sans cesse de s'abaisser au tranquille métier de vendeur de pâtes. Cependant, les agents britanniques et américain, de même que l'espionne soviétique, poursuivent leur harcèlement dans un quadrille infernal, aux figures complexes, dont le tempo semble imposé par un beau maréchal des carabiniers.

## Particularités du roman
Un des premiers romans d'espionnage de Charles Exbrayat appartenant à sa veine humoristique.

## Éditions
- Librairie des Champs-Élysées, coll. « Le Masque. Espionnage », 2e série, no 1, 1961 ;
- Librairie des Champs-Élysées, coll. « Club des Masques » no 102, 1976  (ISBN 2-7024-0114-7) ;
- Librairie des Champs-Élysées, coll. « Le Masque » no 1821, 1986  (ISBN 2-7024-1683-7) ; réimpression en 1989  (ISBN 2-7024-1815-5).

## Source
- Jacques Baudou et Jean-Jacques Schleret, Le Vrai Visage du Masque, vol. 1, Paris, Futuropolis, 1984, 476 p. (OCLC 311506692), p. 181